# Université populaire du théâtre
 (novembre 2022).
Si vous disposez d'ouvrages ou d'articles de référence ou si vous connaissez des sites web de qualité traitant du thème abordé ici, merci de compléter l'article en donnant les références utiles à sa vérifiabilité et en les liant à la section « Notes et références ».
Les Universités Populaires du Théâtre (UPT) sont un réseau d'universités populaires itinérantes qui ont pour dessein l'éducation populaire par le théâtre. Depuis leur fondation en 2012, elles ont organisé plus de 270 leçons-spectacles gratuites devant environ 50 000 spectateurs, essentiellement en France et en Belgique.

## Historique
Les Universités Populaires du Théâtre sont nées d'une rencontre au printemps 2012, entre l'homme de théâtre Jean-Claude Idée et le philosophe Michel Onfray.
Le metteur en scène franco-belge Jean-Claude Idée crée en 1989, après 20 ans de carrière, le Magasin d'Écriture Théâtrale dont l'objectif est de découvrir des auteurs contemporains. Il organise de nombreuses lectures-spectacles de textes inédits ; nombre de ces textes ont un contenu politique ou historique. Grâce à ces lectures publiques certains textes seront ensuite mis en scène. C'est dans le cadre du Magasin d'Écriture Théâtrale que Jean-Claude Idée propose à Michel Onfray d'organiser une lecture-spectacle de Le Songe d'Eichmann, pièce que Michel Onfray a publiée en 2008, mais qui n'avait pas été encore jouée.
Le philosophe Michel Onfray crée l'Université populaire de Caen en octobre 2002 en réaction à la présence de Jean-Marie Le Pen au second tour de l'élection présidentielle. Il souhaite contribuer ainsi à ce que la philosophie soit accessible au plus grand nombre. Les conférences sont regroupées par thème sur le modèle d'une véritable université, mais selon le principe des universités populaires, elle ne demande pas d'inscription aux auditeurs et ne délivre aucun diplôme. Des conférences et leçons philosophiques ont lieu en général le lundi soir dans le théâtre La Comédie de Caen et rassemblent fréquemment 1 000 auditeurs.

## Manifeste
Michel Onfray et Jean-Claude Idée ont lancé un appel public en 2012 pour exprimer leur démarche.
“Posant le constat que l’angoisse et le pessimisme généralisé qui pèsent sur notre civilisation déclinante sont, au-delà des problèmes économiques, liés à la perte de sens, de repères, de principes et de discours, dans l’art, la morale, la philosophie et la politique au sens large du terme, nous, Michel Onfray, philosophe et Jean-Claude Idée, homme de théâtre, décidons de créer, ensemble, l’université populaire du théâtre dont les principes de base sont : la gratuité, la liberté, l’ouverture à tous, l’absence d’examen et de diplôme, l’exigence.
L’université populaire du théâtre a pour objectif de remettre la raison, la réflexion et la connaissance au cœur du théâtre de notre temps par le moyen de la représentation publique de textes à caractères philosophique, éthique, civique, historique et politique,, comme autant de miroirs tendus qui suscitent la réflexion, le débat public. Ces textes seront présentés dans une forme accessible à tous sans élitisme ni obscurité, sans simplification réductrice, en respectant leur complexité, sans concession. Nous constituons pour ce faire, une troupe informelle d’artistes, comédiennes et comédiens, metteurs en scène, prêts à tenter avec nous l’aventure. Ces artistes professionnels pratiqueront l’alternance, ils se partageront les rôles et le répertoire, en fonction des circonstances, des disponibilités et des moyens, dans un esprit de liberté, d’égalité, de fraternité, et de partage.
Nous nous proposons ainsi de planter un nouveau Jardin d’Épicure, lieu d’exercice et d’application théâtrale du bon usage de la philosophie.
Une philosophie vivante, incarnée, active, pratique et réelle, qui interpelle le fonctionnement et les errances de notre société. Nous désirons fonder une école de pensée populaire lucide et critique qui offre à chacun de ses membres l’occasion de se construire et de vivre sa vie debout dans la dignité. Cette initiative est l’occasion pour nous de publier « un manifeste pour une université populaire du théâtre qui prône la renaissance d’un théâtre de la pensée, citoyen et populaire dans la ligne et l’esprit du Théâtre national populaire de Jean Vilar ».
Nous appelons tous ceux qui partagent nos idées – qu’ils soient citoyen, artiste, association, institution... – et qui croient au bien-fondé de leur démarche, à la faire connaître autour d’eux à se manifester et à nous rejoindre dans notre combat qui vise à permettre à chaque citoyen, selon la belle proposition de Nietzsche, de « s’inventer liberté » !”

## Fonctionnement
Les Universités Populaires du Théâtre organisent des lectures-spectacles de textes dont le contenu historique, philosophique ou politique peut donner lieu, après la représentation, à une leçon philosophique et à un débat avec le public. Elles se veulent gratuites et ouvertes à tous. 
Elles ont aussi pour dessein de faire connaître des auteurs francophones peu connus, et notamment du continent africain. 

## Publications

### Les Cahiers
Pour souligner leur ambition pédagogique, les Universités Populaires du Théâtre se sont dotées, en collaboration avec les éditions Samsa, d’une publication : Les Cahiers des UPT. Dans l’esprit du Répertoire de Théâtre Populaire de Jean Vilar, ces cahiers publient des pièces de théâtre inédites qui font l'objet de lecture-spectacle. Ces textes sont conçus comme des outils pédagogiques, et sont accompagnés d'articles et d'analyse philosophiques ou historiques. En janvier 2014, le premier numéro des cahiers est consacré à Montaigne et à La Boétie. Le deuxième numéro, publié en mai 2014, est consacré à Jean Jaurès. Le troisième publié en décembre 2015 est consacré au pédagogue Célestin Freinet.

### Les Livres
En 2014, les éditions Samsa ont également lancé la collection Universités Populaires du Théâtre pour publier des textes que le réseau met en lumière via ses lectures-spectacles. Il s'agit majoritairement de textes théâtre inédits. 

## Activités en France et en Belgique

### En 2021
- 25 octobre : Théâtre des Mathurins, 19h : Bouclage final, de Alan Riding, mise en lecture : Jean-Claude Idée, avec : Cyrielle Clair, Ronald Guttman, et Adrien Melin.
- 20 septembre : Théâtre des Mathurins, 19h : Élysée, de Hervé Bentégeat, avec : Alexandra Ansidei, Christophe Barbier,Emmanuel Dechartre, et Adrien Melin.
- 21 juin : Théâtre des Mathurins, 18h30 : Journal de l'année de la peste, Londres 1665, de Daniel Defoe avec : Christophe Barbier, Roxanne Bennett, Pauline Courtin, Emmanuel Dechartre, et Arthur Sonador, 20h30 : Divas sur le divan, de Guy Maruani, avec : Christophe Barbier, Roxanne Bennett, Pauline Courtin, et Pierre Callegari.

### En 2020
- du 4 au 10 avril à Avignon : 8 lectures-spectacles dans les 5 théâtres permanents d'Avignon et à l'Espace culturel Folard de Morières-lès-Avignon.

### En 2019
- 20 septembre au 17 novembre, dans le Doubs et le Jura. Vendredi 20 septembre à Saint-Claude : Victor Hugo à la tribune ; samedi 21 septembre à Besançon : Un grand roi – Catherine de Médicis ; dimanche 22 septembre à Saint-Claude et vendredi 15 novembre à Salins-les-Bains : Francisco Ferrer : vive l’école moderne ! de Jean-Claude Idée ; samedi 16 novembre à Saline royale d'Arc-et-Senans : Jules Verne dans le texte, suivie d'une rencontre avec Bruno Fuligni, puis Le Procès de Nemo, de Bruno Fuligni ; dimanche 17 novembre à Besançon Le Procès de Nemo.
- 9 juillet, Village du off, Avignon, 17h : Monstre Froid de Jean-Claude Idée.
- 23 juin, Théâtre Montansier, Versailles, 16h : Victor Hugo à la Tribune, 19h : Hugoethe, Jean-François Prévand.
- 20 juin, auditorium du pavillon Victor Lyon, Cité universitaire, Monstre Froid, Jean-Claude Idée, dans le cadre du festival Philoscène, avec : Emmanuel Dechartre et Frédéric Almaviva.
- 11 juin, au Panthéon, hommage à Voltaire en collaboration avec la Fondation Voltaire d'Oxford, lecture d'articles de Questions sur l'Encyclopédie, de Voltaire, par Christophe Barbier.
- 30 mai au 2 juin au Château de Ferney-Voltaire : 4 jours de lectures, Les Rhapsodies du Mont Krapac et Traité sur la Tolérance, de Voltaire, L'un de nous deux, de Jean-Noël Jeanneney, Dors-tu content Voltaire ?, d'Hippolyte Wouters, Saint-Exupéry à New York, de Jean-Claude Idée...
- 2 mai au Centre Culturel d'Uccle, Bruxelles : L’École des Machos, de Marina Castañeda, avec : Guillaume Jacquemont, Katia Miran, Claire Mirande et Xavier Simonin.
- du 1er au 7 avril à Avignon : 7 lectures-spectacles dans les 5 théâtres permanents d'Avignon : 1er avril 2019 à 19h au Théâtre du Balcon, La Fille des Lumières, Madame de Staël ; 2 avril à 19h au Théâtre des Carmes, Issue de secours, d'Alan Riding ; 3 avril 2019 à 19h au Théâtre du Chêne noir, Un amour de Frida Kahlo, de Gérard de Cortanze ; 4 avril lecture-spectacle au lycée René Char et à 19h au Théâtre des Halles, L'École des machos, de Marina Castañeda ; avril 2019 à 12h30 à la Bibliothèque Ceccano, Hymne à la liberté, de Voltaire ; 5 avril à 19h à l'Espace culturel Folard (Morières-lès-Avignon), Écritures migrantes, avec Médecins du Monde et Amnesty ; 6 avril à 19h au Théâtre du Chien qui fume, Le Dernier amour d'Einstein, d'Hervé Bentégeat.
- 24 avril, Librairie des Femmes, Paris : Le Tombeur du Général, de Christine Clerc.
- 19 mars à 19h à la Maison du Livre de Saint-Gilles, Bruxelles : Des traversées et des mots, avec : Nejma Ben Brahim, Pedro Romero, Pierre Pivin, Simon Willame, et les musiciens Hussein Rassim (Oud), Shahriar Sharifpour (Santour) et Mostapha Taleb (Kamancheh). En partenariat avec Médecins du Monde et d’Amnistie internationale.
- 27 février, 20h au Centre Culturel d'Uccle, Bruxelles : Issue de secours, de Alan Riding (en).
- 18 février, lectures sur le thème de la tolérance dans l'hémicycle du Parlement de la région de Bruxelles-Capitale.
- 16 février, 11h à la Foire du Livre de Bruxelles : Des traversées et des mots.
- 16 janvier au Centre Culturel d'Uccle, Bruxelles : Le Dernier amour d'Einstein, d'Hervé Bentégeat.

### En 2018
- 17 décembre au Centre Culturel d'Uccle, Bruxelles : Le Tombeur du Général, de Christine Clerc
- 15 au 18 novembre, à Vence : Festival Art et Tolérance
- 5, 6, 7 novembre au Théâtre 14, Paris (9 séances de lectures-spectacles) : Le Quatrième philosophe, d'Armel Job, Écritures migrantes  et Écritures d'accueil, Le Fantôme de Madame Muir, adaptation de Catherine Aymerie du roman de R. A. Dick, Eve, Adam et le Bon Dieu, d'Hippolyte Wouters, Francisco Ferrer, vive l'école moderne, de Jean-Claude Idée.
- 7, 8, 9 septembre à la Saline royale d'Arc-et-Senans
- 9 au 12 juillet à Avignon :
  - 9 juillet au Village du OFF, 16h, et 10 juillet Espace culturel Folard, 21h : Écritures migrantes
  - 11 juillet 20h au Théâtre de la Porte Saint-Michel, et 12 juillet 16h au Village du OFF : La Marche pour les droits de femmes
- 22, 23, 24 juin au Théâtre Montansier, Versailles
- 31 mai au Château de Ferney-Voltaire à l'occasion de la réouverture du château après restauration. En présence du président de la République.
- 7, 8, 9 mai au Théâtre 14, Paris (9 séances de lectures-spectacles) : Le Tombeur du Général, de Christine Clerc, Les Chênes qu'on abat, d'après André Malraux, en présence d'Alain Malraux, Julien l'apostat, de Régis Debray, en présence de l'auteur, L'École des machos, de Marina Castañeda, Issue de secours d’Alan Riding, adaptation d'Alain Malraux et Daphné Anglès, Dors-tu content, Voltaire ?, d'Hippolyte Wouters, À bas Guillaume !, de Jean-Claude Idée, Luberon, de Jean-Loup Horwitz, Le Dernier amour d'Einstein, d'Hervé Bentégeat.
- 15 au 21 avril à Avignon : 10 lectures-spectacles dans les 5 théâtres permanents d'Avignon.
- 19 mars, Théâtre 14, 19h : La Fille des Lumières, Madame de Staël, de Jean-Claude Idée.
- 12 mars, Théâtre de la Huchette, 20h : Un amour de Frida Kahlo, de Gérard de Cortanze
- 5 mars, Théâtre de la Huchette, 20h : La Résistance et ses poètes, d’après Pierre Seghers, adaptation de Frédéric Almaviva, avec : Frédéric Almaviva, Grégoire Bourbier et Lisa Livane.
- 1er mars, 20h au Centre Culturel d'Uccle, Bruxelles : Madame de Staël. La fille des Lumières, de Jean-Claude Idée.
- 7 au 22 février, avec l'association Globe : Citadelle, l'aéropostale du cœur et de l'esprit, d'après Saint-Exupéry, Camus, Amine Maalouf, Aimé Césaire, Charb... Avec Frédéric Almaviva, Alexandra Ansidei, Yves Claessens, Vicrtoire Crispel, Jean-Loup Horwitz, Jean-Claude Idée et Benoît Verhaert, et la participation musicale de Khalid K. 22 février : lecture en duplex à Mboumba (Sénégal) et à la Foire du Livre de Bruxelles (Belgique), 20 février : Saint-Louis (Sénégal), 19 février : Nouakchott (Mauritanie), 18 février : Nouadhibou, 17 février : Dakhla, 16 février : Tarfaya, 15 février : Taroudant, 14 février : Marrakech, 13 février : Casablanca, 12 février : Tanger (Maroc), 10 février : Alicante (Espagne), 8 février : Toulouse, 7 février : Paris.
- 25 janvier, au Musée de l'Air et de l'Espace du Bourget : Citadelle, l'aéropostale du cœur et de l'esprit, d'après Saint-Exupéry, Camus, Amine Maalouf, Aimé Césaire, Charb...
- 19 janvier, 20h au Centre Culturel d'Uccle, Bruxelles : Indépendance de Jean-François Viot. Avec Yves Claessens, Alexandre von Sivers, Valérie Drianne, Nathalie Willame, Benjamin Thomas. Mise en espace de Jean-Claude Idée

### En 2017
- 13 décembre, au Centre Culturel d’Uccle, 20h : Hymne à la liberté de Voltaire, avec : Annette Brodkom et Jacques Neefs. Sélection des textes et mise en espace de Jean-Claude Idée.
- 18 novembre à Vence au Festival Art et Tolérance, 21h : Traité sur la tolérance – de Voltaire à Charb, avec : Annette Brodkom, Valérie Drianne, Charlotte Mattiussi, Pierre Pivin, Benjamin Thomas, Alexandre von Sivers et Simon Willame. Sélection des textes et mise en voix de Jean-Claude Idée.
- 17 novembre à Vence au Festival Art et Tolérance, 14h : Traité sur la tolérance – de Voltaire à Charb, avec : Annette Brodkom, Valérie Drianne, Charlotte Mattiussi, Pierre Pivin, Benjamin Thomas, Alexandre von Sivers et Simon Willame. Sélection des textes et mise en voix de Jean-Claude Idée.
- 16 novembre, 10h & 14h à Vence au Festival « Art et Tolérance », au collège les cadrans scolaires : Ateliers « De Voltaire à Charb ». Avec : Valérie Drianne, Pierre Pivin, Benjamin Thomas et Simon Willame. À 15h à la Villa Berthe : Korczack, la tête haute, de Jean-Claude Idée, avec : Annette Brodkom, Charlotte Mattiussi et Alexandre von Sivers. Mise en espace de l’auteur.
- 17 octobre, 20h au Centre Culturel d’Uccle, en collaboration avec le Magasin d’Écriture Théâtrale : Un amour de Frida Kahlo, de Gérard de Cortanze, avec : Emmanuel Dechartre, Katia Miran, Claire Mirande, Jean-Loup Horwitz et Simon Willame. Mise en espace de Jean-Claude Idée
- 7 octobre, à Blois au Festival Les Rendez-vous de l’histoire, à la salle Le Carroir : L’un de nous deux, de Jean-Noël Jeanneney, avec : Emmanuel Dechartre, Xavier Simonin et Simon Willame. Mise en espace de Jean-Claude Idée. Débat en présence de l’auteur.
- 9 au 13 juillet 2017, à Avignon
  - 9 juillet au Village du OFF, 14h : Tor(er)o de Christian Petr, avec : Mathieu Alexandre et Simon Willame. Mise en espace de Jean-Claude Idée. 15h : Dictionnaire philosophique portatif, de Voltaire, avec : Mathieu Alexandre, Jean-Claude Delafondre, Valérie Drianne, Charlotte Mattiussi, Katia Miran, Pierre Pivin, Benjamin Thomas et Simon Willame.
  - 10 juillet au Village du OFF, 15h : La Marche des femmes, avec : Mathieu Alexandre, Annette Brodkom, Valérie Drianne, Charlotte Mattiussi, Katia Miran, Elsa Saladin, Benjamin Thomas et Simon Willame. Sélection des textes et mise en voix de Jean-Claude Idée. À la place des Corps saints, 17h : Textes poétiques de Christian Petr, par « le groupe des Corps saints », avec : Hélène Roux et Pierre-Alexandre Morales, avec la collaboration de Yidir Gellid, Irina Ghidali Fontaine, Marc Leparquier, Stephen Pisani, Fatouma Quentin, Agota Takla-Bu Renaut et Ariane Vitalis. Mise en voix de Pierre-Alexandre Morales.
  - 11 juillet, 11h au Village du OFF : Lettre ouverte à M. le Futur Président de la République – Conte de Noël, de Gérard Gélas, avec : Frank Etenna Mise en espace de François Brett. 21h à l’Espace Culturel Folard : Korczak, la tête haute, de Jean-Claude Idée. Avec : Annette Brodkom, Emmanuel Dechartre et Katia Miran. Mise en espace de l’auteur
  - 13 juillet au Théâtre de la Porte Saint-Michel, 10h : Korczak, la tête haute de Jean-Claude Idée. Avec : Annette Brodkom, Emmanuel Dechartre et Katia Miran. Mise en espace de l’auteur.

- 25 juin, Le Mois Molière, Théâtre Montansier, Versailles, 16h : Meilleurs alliés, de Hervé Bentégeat, mise en scène : Jean-Claude Idée, avec : Denis Berner, Laurent d'Olce, Pascal Racan, et Michel de Warzée ; 19h : L’Un de nous deux, de Jean-Noël Jeanneney, avec : Emmanuel Dechartre et Benoît Solès.

- 24 juin, Le Mois Molière, Théâtre Montansier, Versailles, 16h : Libertadores, d’Alan Riding ; 21h : Indépendance, de Jean-François Viot, avec : Yves Claessens, Yves Collignon, Katia Miran, Nathalie Willame, et Simon Willame.
- 23 juin, Le Mois Molière, Théâtre Montansier, Versailles, 18h : Korczak, la tête haute, de Jean-Claude-Idée, avec : Anette Brodkom, Katia Miran, et Alexandre von Sivers ; 21h : La Résistance et ses poètes, d’après Pierre Seghers, adaptation de Frédéric Almaviva, avec : Frédéric Almaviva, Annette Brodkom, et Jacques Neefs
- 10 mai, au Théâtre 14 : à 17h : La Résistance et ses poètes, d’après Pierre Seghers, avec Frédéric Almaviva, Annette Brodkom et Jacques Neefs ; à 19h : Le Dictionnaire philosophique portatif, de Voltaire, mise en espace : Jean-Claude Idée ; à 21h : L’Évasion de Socrate, d’Armel Job, mise en espace : Jean-Claude Idée, avec : Jacques Neefs, Alexandre von Sivers, Simon Willame,…
- 9 mai au Théâtre 14, à 17h : La Proposition, d’Hippolyte Wouters, mise en espace : Carlotta Clerici, avec Christophe Barbier et Anne Coutureau ; à 19h : Lettre ouverte à M. le Futur Président de la République - Conte de Noël, de Gérard Gélas, mise en espace : François Brett, avec Franck Etenna ; à 21h : Korczak, la tête haute, de Jean-Claude Idée, avec : Emmanuel Dechartre, Katia Miran…
- 8 mai au Théâtre 14 ; 17h : La Barre, cou coupé, de Christian Petr, mise en espace : Jean-Claude Idée, avec Mathieu Alexandre, Caroline Bertrand, Valérie Drianne et Benjamin Thomas ; à 19h Aujourd’hui le monde, de Christian Petr, avec Mathieu Alexandre, Frédéric Almaviva, Caroline Bertrand, Annette Brodkom, Valérie Drianne, Benjamin Thomas, et Simon Willame ; à 21h : miMésis, montage d’après Rousseau, Marivaux, Proust, Ellis, Roth, Reinhardt..., mise en espace : Jean-Pierre Dumas, avec Jean-Pierre Dumas, Karelle Prugnaud, Mathieu Métral et Lymia Vitte.

### En 2016
- 7 décembre 2015 au Centre Culturel d'Uccle, Camus, Sartre et "Les autres", de Jean-François Prévand, avec Mathieu Alexandre, Annette Brodkom, Jonas Claessens, Yves Claessens, Laurence D'Amélio, Delphine Dessambre, Charlotte Mattiussi, Simon Willame et Michel Wright
- 26 octobre 2015 au Centre Culturel d'Uccle, Ombres sur Molière, de Dominique Ziegler, avec Annette Brodkom, Michel de Warzee, Valérie Drianne, Bruno Georis, Bernard Marbaix, Stéphanie Moriau, Pierre Pivin, Simon Willame et Michel Wright
- 20 octobre 2015, Centre Culturel Marius Staquet, Mouscron, Belgique : Kaiser, de Alexis Ragougneau, avec : Jean-Philippe Altenloh, Yves Claessens, Charlotte Mattiussi, Benjamin Thomas, Simon Willame et Michel Wright
- 28 septembre 2015, au Centre Culturel d'Uccle, Les combats de Célestin Freinet, de Jean-Claude Idée, avec Mathieu Alexandre, Caroline Bertrand, Bérénice Bourgeba, Annette Brodkom, Pierre Pivin, Benjamin Thomas et Simon Willame
- 23 septembre 2015, Comédie de Liège, Julien l'Apostat, de Régis Debray, avec : Jean-Claude Frison et Michel Wright
- 22 septembre 2015, Comédie de Liège, Pierre et Paul, la dernière nuit, de Alain Didier-Weill, avec : Mathieu Alexandre, Yves Claessens, Jean-Claude Idée, Jacques Neefs et Simon Willame
- 21 septembre 2015, Comédie de Liège, Le Concile de Jérusalem, de Armel Job
- 4 septembre 2015, au Cercle Royal Gaulois Artistique et Littéraire, L'un de nous deux, de Jean-Noël Jeanneney, avec Jean-Philippe Altenloh et Jean-Claude Frison
- 16 juillet 11h à la Maison Jean Vilar : La Résistance et ses poètes d’après Pierre Seghers, avec : Frédéric Almaviva, Annette Brodkom, Yves Claessens et Jacques Neefs. Adaptation et mise en voix de Frédéric Almaviva.
- 15 juillet 11h au Théâtre des Doms : Les Combats de Célestin Freinet de Jean-Claude Idée. Avec : Mathieu Alexandre, Caroline Bertrand, Bérénice Bouregba, Annette Brodkom, Jonas Claessens, Pierre Pivin, Benjamin Thomas et Simon Willame. Mise en scène de l’auteur. 18h au Théâtre des Doms : Quelle connerie la guerre, recueil de textes pacifistes choisis par Jean-Pol Baras et Denis Lefebvre, avec : Yves Claessens, Jacques Neefs et Michel Wright. Mise en voix de Jean-Claude Idée.
- 14 juillet 17h au Village du OFF : Trois hommes pour toutes les saisons, de Jean-Claude Idée, avec : Jean-Philippe Altenloh, Annette Brodkom, Yves Claessen et Michel Wright. Mise en espace de l’auteur. 13 juillet 16h au Conservatoire d’Avignon : Traitre(s), d'Alan Riding, avec : Yves Claessens, Anne Deleuze, Jacques Neefs et Yvan Varco.
- 12 juillet 18h à Morières : Les Combats de Célestin Freinet, de Jean-Claude Idée, avec : Mathieu Alexandre, Caroline Bertrand, Bérénice Bouregba, Annette Brodkom, Jonas Claessens, Pierre Pivin, Benjamin Thomas et Simon Willame. Mise en scène de l’auteur.
- 11 juillet 11h au Théâtre des Halles : Le Traité sur la Tolérance - de Voltaire à Charb, avec : Mathieu ALEXANDRE, Yves CLAESSENS, Jacques NEEFS, Simon WILLAME et Michel WRIGHT. Sélection des textes et mise en voix de Jean-Claude IDÉE. 18h au Conservatoire d’Avignon : Aujourd'hui le monde, de Christian Petr, avec : Mathieu ALEXANDRE, Frédéric ALMAVIVA, Caroline BERTRAND, Annette BRODKOM, Valérie DRIANNE, Benjamin THOMAS et Simon WILLAME. Mise en espace de Jean-Claude IDÉE
- 10 juillet 15h au Village du OFF : La Barre cou coupé, de Christian Petr, avec : Caroline BERTRAND, Jonas CLAESSENS et Benjamin THOMAS. Mise en espace de Jean-Claude Idée.
- 18 juin, Le Mois Molière, Théâtre Montansier, Versailles, à 19h : Camus, Sartre et « Les Autres », de Jean-François Prévand, avec : Mathieu Alexandre, Laurence d’Amelio, Arnaud Denissel, Magaly Godenaire, Florent Guyot, Katia Miran, Xavier Simonin et Diane Vanaegen ; 21h : Le Memento, journal de bord de Jean Vilar, adaptation de Jean-Claude Idée, avec Emmanuel Dechartre.
- 17 juin, Le Mois Molière, Versailles, à 19h : L’Hypocrite de Molière, Versailles 1664, adaptation de Jean-Claude Idée ; 21h: La première rencontre, Bonaparte – Talleyrand, d’Eric Schell.
- 16 juin, Le Mois Molière, Versailles, à 19h : Trois Hommes pour toutes les saisons : Erasme, Thomas More, Rabelais, de Jean-Claude Idée, avec : Jean-Philippe Altenloh, Yves Claessens, Catherine Claeys et Michel Wright ; 21h : Suppléments aux voyages de Bougainville et de Cook, de Diderot et Giraudoux.
- 20 mai, 20h30 au Théâtre du Chien Qui Fume : Aujourd'hui le monde, de Christian Petr
- 19 mai, 20h45 au Théâtre du Balcon : Le Chevalier de La Barre, de Christian Petr
- 19 mai, 19h00 au Théâtre du Chien Qui Fume : La Nuit la plus longue, de François Ost
- 18 mai, 20h00 au Théâtre du Chien Qui Fume : Trois hommes pour toutes les saisons, de Jean-Claude Idée
- 18 mai 2015, 19h au Théâtre Blocry, Louvain-la-Neuve : Au bord des lèvres, avec : Laurence d’Amelio, Colin Javaux, Frédéric Lepers, Bernadette Mouzon, Jean-Marie Petiniot, et Stéphanie van Vyve ; 21h : Indépendance, de Jean-François Viot, avec : Jean-Claude Frison, Stéphanie Moriau, Michel de Warzée, Nathalie Willame et Simon Willame
- 18 mai 2015, Centre Culturel des Riches-Claires : Ah Dieu que la guerre est jolie, d’Apollinaire, adaptation de Michel Wright
- 11 mai, au Théâtre 14 : à 17h : Le Concile de Jérusalem, d'Armel Job ; à 19h : Paul et Pierre, la dernière nuit, d’Alain-Didier Weill ; à 21h : Au cœur de l'ennemi, d'après Romain Rolland, par Jean-Pierre Dumas
- 10 mai au Théâtre 14, à 17h : Moi, Dian Fossey, de Pierre Tré-Hardy ; à 19h : Un Grand roi, de Jean-Claude Idée ; à 21h : Les Combats de Célestin Freinet, de Jean-Claude Idée.
- 9 mai au Théâtre 14 ; 17h : Trois hommes pour toutes les saisons, de Jean-Claude Idée ; à 19h : Répliques, adaptation de La Supplication de Svetlana Aleksievitch ; à 21h : Camus, Sartre et « Les Autres », de Jean-François Prévand
- 27 janvier, 18h : Palais des Papes, Chambre des Trésoriers : soirée d'ouverture du Festhiver : Les Combats de Célestin Freinet, de Jean-Claude Idée

### En 2015
- 11 juillet, 11 h 30 au Théâtre des Doms : Christabel, Rosa, Malala et les autres, de Christine Delmotte, avec : Marie Avril, Valérie Bauchau, Annette Brodkom, Valérie Drianne, Christine Delmotte, et Thierry Hellin
- 10 juillet, 15 h 30 sous le chapiteau du village Off : Statues, d'André Benedetto, célébration du cinquantenaire du Festival OFF, avec : Frédéric Almaviva, Marie Avril, Annette Brodkom, Yves Claessens, Yves Collignon, Valérie Drianne, Jacques Neefs, Pierre Pivin, Benjamin Thomas, Simon Willame, Michel Wright
- 10 juillet, 13 h à la Maison Jean-Vilar : Un Grand Roi, de Jean-Claude Idée, avec : Marie Avril, Marie-Christine Barrault, Annette Brodkom, Adrien Melin, et Thomas Poitevin
- 10 juillet, 10 h 30 au Conservatoire d'Avignon : L'Expulsion, de Michel del Castillo, avec : Frédéric Almaviva, Yves Claessens, et Jacques Neefs
- 9 juillet, 13 h à la Maison Jean-Vilar : Ombres sur Molière, de Dominique Ziegler, avec : Frédéric Almaviva, Marie Avril, Annette Brodkom, Yves Claessens, Jacques Neefs, Pierre Pivin, Benjamin Thomas, Simon Willame, et Michel Wright
- 9 juillet, 10 h 30 au Conservatoire d'Avignon : Sartre, Camus et les autres, de Jean-François Prévand, avec : Mathieu Alexandre, Yves Collignon, Arnaud Denissel, Moana Ferre, Magaly Godenaire, Florent Guyot, Katia Miran, Xavier Simonin, et Diane Vanaege
- 8 juillet, Théâtre du Chien Qui Fume, 17 h 30 : Ah Dieu que la guerre est jolie, d’Apollinaire, adaptation de Michel Wright
- 8 juillet, 14 h 30 au Chapiteau du Off : Traité sur la tolérance, de Voltaire, avec : Frédéric Almaviva, Marie Avril, Annette Brodkom, Yves Claessens, Valérie Drianne, Jacques Neefs, Pierre Pivin, Benjamin Thomas, et Simon Willame
- 8 juillet, 11 h 30 au Théâtre des Doms : L’Homme-semence, de Violette Ailhaud, avec Marie Avril
- 5 juillet, 13 h à la Maison Jean-Vilar : L'Accusateur, de Pascal Vrebos, avec Yves Claessens
- 20 juin, Le Mois Molière, Versailles, 19h à La Rotonde, Caserne de Croÿ : Ombres sur Molière, de Dominique Ziegler, avec : Frédéric Almaviva, Annette Brodkom, Yves Claessens, Valérie Drianne, Bernard Marbaix, Stéphanie Moriau, Pierre Pivin, Benjamin Thomas, Simon Willame, et Michel Wright ; 21h : Saint-Exupéry à New York. La naissance du Petit prince, de Jean-Claude Idée, avec Frédéric Almaviva, Frédéric Lepers, Stéphanie van Vyve
- 19 juin, Le Mois Molière, Versailles, 16h30 à la Caserne de Croÿ : Les Chênes qu'on abat, d’après André Malraux, avec Emmanuel Dechartre et Bernard Marbaix ; 21h dans la Galerie des Affaires Étrangères : Indépendance, de Jean-François Viot, avec Yves Claessens, Yves Collignon, Stéphanie Moriau, Nathalie Willame, et Simon Willame
- 18 juin, Le Mois Molière, Versailles, 19h à la Caserne de Croÿ : Discours de la servitude volontaire, d’Étienne de La Boétie, par Dominique Rongvaux ; 21h : L'Expulsion, de Michel del Castillo, avec Frédéric Almaviva, Yves Claessens, et Jean-Luc Jeener
- 21 mai, au Chok Théâtre, 19h30 : Discours de la servitude volontaire, d’Étienne de La Boétie, par Dominique Rongvaux, 21h : Saint-Exupéry à New York. La naissance du Petit prince, de Jean-Claude Idée, avec Frédéric Almaviva, Frédéric Lepers, Stéphanie van Vyve
- 22 mai, à l'Université pour Tous, Université Jean-Monnet, 14h : Traité sur la tolérance, de Voltaire, avec : Frédéric Almaviva, Annette Brodkom, Yves Claessens, et Marie Avril,
- 22 mai, au Chok Théâtre, 18h : L'Expulsion, de Michel Del Castillo, avec Frédéric Almaviva, Yves Claessens, et Jacques Neefs ; 21h : L’Homme semence, de Violette Ailhaud, avec Marie Avril
- 23 mai, au Chok Théâtre, 19h : Le Vrai du faux, textes de Marivaux, avec : Marie Boyer, Maureen Chevalier, Adrien Ciambarella, Solène Cizeron, Hugo Titem-Delaveau et Madeline Viand
- 11 mai au Théâtre 14 ; 17h : Chez Florence, d'Alan Riding, traduction Alain Malraux, avec Frédéric Almaviva, Annette Brodkom, Gérard Chambre, Cyrielle Clair, Emmanuel Dechartre, Jacques Neefs, Pierre Pivin, et Xavier Simonin ; à 19h Le Pavé dans la Marne, de et par Jean-Paul Farré ; à 21h : Ceux qui avaient choisi, de Charlotte Delbo, avec Cécile Besse, Jean-Jacques Cornillon et Yann Mercier.
- 12 mai au Théâtre 14, à 17h : Excès, de Jacques Mercier, avec Jean-Claude Frison et Charlotte Mattiussi ; à 19h : L'Homme-semence, de Violette Ailhaud, avec Marie Avril ; à 21h : L'Accusateur, de Pascal Vrebos, avec Yves Claesens
- 13 mai, au Théâtre 14 : à 17h : Saint-Exupéry à New York, La Naissance du Petit Prince, de Jean-Claude Idée, avec Frédéric Almaviva, Frédéric Lepers, et Stéphanie Van Vyve ; à 19h : Les Chênes qu’on abat, d’André Malraux, avec Emmanuel Dechartre et Bernard Marbaix ; à 21h : Chaos, de Mika Myllyaho, avec Isabelle paternotte, Stéphanie Van Vyve et Nathalie Willame
- 4 mai 2015, Comédie Claude Volter, 19h : Au bord des lèvres, et 21h : Indépendance, de Jean-François Viot
- 23 avril 2015, au Centre culturel d'Uccle, Les Chênes qu’on abat, d'André Malraux, Emmanuel Dechartre et Alexandre von Sivers. Débat en présence d'Alain Malraux.
- 9 avril, 18 h 30 au Théâtre du Balcon : Traité sur la tolérance, de Voltaire, avec : Frédéric Almaviva, Annette Brodkom, Yves Claessens, Marie Avril, et Simon Willame, 21 h au Théâtre du Chien Qui Fume : L’Homme semence, de Violette Ailhaud, avec Marie Avril
- 8 avril, 19 h 30, au Théâtre du Chien Qui Fume : Les Chênes qu’on abat, d’André Malraux, avec : Emmanuel Dechartre et Bernard Marbaix
- 23 mars 2015, Théâtre de la Place des Martyrs, 19h : Ceux qui avaient choisi, de Charlotte Delbo, avec : Cécile Besse, Régis Maynard, et Yan Mercier, et 21h : Les Démineuses, de Milka Assaf, avec : Myriem Akheddiou, Annette Brodkom, Perrine Delers, Sophie Dewulf, Alexandra Georgiadis, Julie Hautphenne, Simon Lecomte, et Sandra Raco
- 16 mars 2015, Théâtre de la Place des Martyrs, soirée consacrée à deux lauréats du Prix littéraire du Parlement de la Fédération Wallonie-Bruxelles. 19h : Vision nocturne, de Patrick Delperdange, avec : Myriem Myriem Akheddiou, Laurent Bonnet et Bernard Marbaix, et 21h : À Cheval sur la bombe, de Jean-Philippe Thonnart, avec : Laetitia Chambon, Yves Claessens, Stéphane Excoffier, Quentin Minon, et Simon Willame
- 10 mars 2015, au Centre culturel d'Uccle, La Naissance du Petit Prince, de Jean-Claude Idée, avec : Frédéric Almaviva, Frédéric Lepers, Stéphanie Van Vyve
- 9 mars 2015, Théâtre de la Place des Martyrs, 19h : Refus d’Obéissance, de Fabienne Rousso-Lenoir, avec : Annette Brodkom, Jonas Claessens, Gilles Poncelet, Benjamin Thomas, Simon Willame, et Michel Wright, et 21h : Il était un Roi, de Pascal Vrebos, avec Gauthier Jansen
- 1er mars, Foire du livre de Bruxelles : 11h : 1914-18 : Cuisine de guerre : petits arrangements avec la pénurie, 13h : Abraham Lincoln va au théâtre, de Larry Tremblay
- 26 février 2015, Foire du Livre de Bruxelles : 15h : 1914-18 : Pacifistes et Bellicistes, l’impossible dialogue, et 17h : Tolérance et religion : liaison dangereuse ?
- 9 février 2015, au Centre culturel d'Uccle : Chez Florence, d'Alan Riding, traduction Alain Malraux, avec : Frédéric Almaviva, Annette Brodkom, Gérard Chambre, Cyrielle Clair, Emmanuel Dechartre, Jacques Neefs, Pierre Pivin, et Xavier Simonin.10 avril, 18 h 30 au Théâtre du Chien Qui Fume : Supplément au voyage de Bougainville, de Denis Diderot, avec Jacques Neefs et Simon Willame, 21 h Saint-Exupéry à New York, la naissance du Petit Prince, de Jean-Claude Idée, avec : Frédéric Almaviva, Frédéric Lepers, et Stéphanie van Vyve

### En 2014
- 17 novembre 2014, au Théâtre de Poche Bruxelles : Les Démineuses de Milka Assaf, par Jean-Claude Idée et Yves Claessens, avec Myriem Akheddiou, Annette Brodkom, Sophie Dewulf, Périnne Dellers, Alexandra Georgiadis, Julie Hautphenne, Simon Lecomte, Sandra Raco
- 17 novembre 2014, au Théâtre de Poche Bruxelles : L’Accusateur, de Pascal Vrebos, par Jean-Claude Idée, avec Yves Claessens
- 29 août 2014, Citadelle Vauban de Blaye : Hugoethe, de Jean-François Prévand, avec Annette Brodkom, Yves Claessens, Amandine Hinnekens, Jacques Neefs, Pierre Pivin, Benjamin Thomas, et Simon Willame
- 29 août 2014, Citadelle Vauban de Blaye : Jaurès, de Dominique Ziegler, avec Annette Brodkom, Yves Claesens, Bruno Georis, Pierre Pivin, Benjamin Thomas, Simon Willame, et Michel Wright
- 23 juillet 2014 : au Théâtre de verdure de Villeneuve-les-Avignon à 18h : Hugoethe, de Jean-François Prévand, avec : Annette Brodkom, Yves Claessens, Benjamin Thomas, Pierre Pivin, Amandine Hinnekens, Simon Willame, et Jacques Neefs
- 23 juillet 2014 : au Théâtre des Doms à 11h30 : Discours de la servitude volontaire, d'Étienne de La Boétie, avec Dominique Rongvaux
- 22 juillet 2014 : au Théâtre du Chêne noir à 19h15 : Au-dessus de la mêlée et Le Clairon sonne toujours, Pacifistes et bellicistes en 1914, textes de Rolland, Zweig, Barbusse, Jaurès, etc., avec : Annette Brodkom, Yves Claessens, Benjamin Thomas, Pierre Pivin, Benoit Verhaert, Simon Willame, Michel Wright,…
- 22 juillet 2014 : à la Maison Jean-Vilar à 17h30 : Dieu que la Guerre est jolie, de Guillaume Apollinaire, avec Michel Wright
- 22 juillet 2014 : sous le chapiteau du village off à 14h, Kaiser, d’Alexis Ragougneau, avec : Annette Brodkom, Yves Claessens, Pierre Pivin, Jacques Neefs, Benjamin Thomas, Benoit Verhaert, et Michel Wright
- 22 juillet 2014 : à la Maison Jean-Vilar à 12h30, Discours sur le bonheur, d’Émilie du Châtelet, avec : Anne Deleuze et Yvan Varco
- 21 juillet 2014 : au Théâtre des trois soleils à 21h10, Supplément au Voyage de Bougainville, de Denis Diderot, avec : Francis Lombrail, Benoit Verhaert et Yvan Varco
- 21 juillet 2014 : sous le chapiteau du village off à 14h, Manifeste pour une université populaire du théâtre, de Jean-Claude Idée et Michel Onfray, avec : Frédéric Almaviva, Annette Brodkom, Yves Claessens, Anne Deleuze, Pierre Pivin, Jacques Neefs, Yvan Varco, Simon Willame et Michel Wright
- 21 juillet 2014 : au Théâtre Girasole à 10h, L'Expulsion, de Michel del Castillo, avec : Frédéric Almaviva, Yves Claessens et Benoit Verhaert
- 2 juin 2014, 17h, au Théâtre Hébertot : Le Clairon sonne toujours, bellicistes et pacifistes, de Barbusse, Péguy, Claudel, Hugo, Richepin, etc., avec : Annette Brodkom, Yves Claessens, Bruno Georis, Pierre Pivin, Benjamin Thomas, Michel Wright, Simon Willame

- 2 juin 2014, 19h, au Théâtre Hébertot : Au-dessus de la mêlée, de Romain Rolland et Stefan Zweig, par Jean-Claude Idée, avec : Annette Brodkom, Yves Claessens, Bruno Georis, Pierre Pivin, Benjamin Thomas, Michel Wright, Simon Willame
- 2 juin 2014, 21h, au Théâtre Hébertot : Jaurès, de Dominique Ziegler, avec Annette Brodkom, Yves Claesens, Bruno Georis, Pierre Pivin, Benjamin Thomas, Simon Willame, Michel Wright
- 1er juin 2014, 17h, au Théâtre Hébertot : Supplément au voyage de Bougainville, de Denis Diderot, avec : Francis Lombrail et Yvan Varco, débat animé par Francis Lombrail, Yvan Varco et Jean-Claude Idée
- 1er juin 2014, 19h, au Théâtre Hébertot :  Leçons de Démocrite : Le Recours aux forêts et  La Sagesse des abeilles, de Michel Onfray, par Jean-Claude, avec : Jean-Claude Frison
- 1er juin 2014, 21h, au Théâtre Hébertot : L’Innocence du devenir, de Michel Onfray, par Jean-Claude Idée, avec : Nejma Ben Brahim, Annette Brodkom, Yves Claessens, Jean-Claude Frison, Laura Noël, Pierre Pivin, Alexandre von Sivers, Simon Willame
- 26 mai 2014, à l'Espace Cardin : Chez Florence, d'Alan Riding, traduction Alain Malraux, avec : Frédéric Almaviva, Philippe Boucheny, Gérard Chambre, Cyrielle Clair, Emmanuel Dechartre, Sophie Demmler, Vincent Gauthier, Xavier Simonin
- 23 mai 2014, à la Comédie Claude Volter : L'Accusateur, de Pascal Vrebos, par Jean-Claude Idée, avec Yves Claesens
- 22 mai 2014, à la Comédie Claude Volter : Le Feu, d’Henri Barbusse, par Jean-Claude Idée, avec Bruno Georis
- 21 mai 2014, à la Comédie Claude Volter : Le Memento, de Jean Vilar, avec Alexandre von Sivers
- 20 mai 2014, à la Comédie Claude Volter : L'Expulsion, de Michel del Castillo, avec Yves Claesens, Benoît Verhaert, Alexandre von Sivers
- 16 mai 2014, 19h, au Chok Théâtre : Le Viol de la petite cerise noire, de Pascal Vrebos, par Tshilombo Imhotep, avec : Yves-Marina Gnahoua
- 16 mai 2014, 21h, au Chok Théâtre : L’Accusateur, de Pascal Vrebos, avec : Yves Claessens
- 14 mai 2014, 17h, au Théâtre 14 : 14-18 Refus d'obéissance, textes de Alain, René Arcos, Gabriel Chevallier, John Dos Passos, Abel Ferry, Jean Giono, Andreas Latzko, Rosa Luxemburg, Marcel Martinet, Romain Rolland, Ernst Toller, Léon Werth, par Fabienne Rousso-Lenoir, avec : Anna Sigalevitch, Baptiste Belleudy, Frantz Morel A L'Huissier, Sylvain Chevet, Leo Mathey, Thomas Ducasse, Sylvain Lablée
- 14 mai 2014, 19h, au Théâtre 14 : Hugoethe, de Jean-François Prévand, avec Annette Brodkom, Yves Claessens, Amandine Hinnekens, Jacques Neefs, Pierre Pivin, Benjamin Thomas, Simon Willame
- 14 mai 2014, 21h, au Théâtre 14 : Jaurès, de Dominique Ziegler, avec Annette Brodkom, Yves Claesens, Bruno Georis, Pierre Pivin, Benjamin Thomas, Simon Willame, Michel Wright
- 13 mai 2014, 17h, au Théâtre 14 : Moi, Antonin Artaud, j'ai donc à dire..., avec Alain Besset
- 13 mai 2014, 19h, au Théâtre 14 : Monsieur Sophie Germain, de Norbert Aboudharam, avec Alexandre von Sivers et Lisa Debauche
- 13 mai 2014, 21h, au Théâtre 14 : Supplément au voyage de Bougainville, de Denis Diderot, avec : Francis Lombrail et Yvan Varco, débat animé par Francis Lombrail, Yvan Varco et Jean-Claude Idée
- 12 mai 2014, 17h, au Théâtre 14 : Discours de la servitude volontaire, d'Étienne de La Boétie, par Jean-Claude Idée, avec Dominique Rongvaux
- 12 mai 2014, 19h, au Théâtre 14 : Discours sur le bonheur, de Madame du Châtelet, avec Anne Deleuze et Yvan Varco
- 12 mai 2014, 21h, au Théâtre 14 : L'Or, d'après Blaise Cendrars, par Xavier Simonin, avec : Xavier Simonin et Jean-Jacques Milteau
- 11 mai 2014, 21h, au Théâtre de la Huchette : Ovide était mon maître, de Jean-Claude Idée, d’après L’Art d’aimer d’Ovide, mise en espace Jean-Claude Idée, avec : Anne Deleuze et Yvan Varco
- 9 mai 2014, à la Comédie Claude Volter : Ombre sur Molière, la querelle du Tartuffe, de Dominique Ziegler, par Jean-Claude Idée, avec : Annette Brodkom, Yves Claessens, Michel de Warzée, Bruno Georis, Amandine Hinnekens, Pierre Pivin et Simon Willame, et Michel Wright.
- 8 mai 2014, à la Comédie Claude Volter : Au-dessus de la mêlée, de Romain Rolland et Stefan Zweig, par Jean-Claude Idée, avec : Annette Brodkom, Yves Claessens, Bruno Georis, Pierre Pivin, Benjamin Thomas, Michel Wright, et Simon Willame
- 7 mai 2014, 21h, à la Comédie Claude Volter : Jaurès, de Dominique Ziegler, mise en scène de Jean-Claude Idée, avec Annette Brodkom, Yves Claesens, Bruno Georis, Pierre Pivin, Benjamin Thomas, Simon Willame, Michel Wright
- 7 mai 2014, 19h, à la Comédie Claude Volter : Le Clairon sonne toujours, bellicistes et pacifistes, de Barbusse, Péguy, Claudel, Hugo, Richepin, etc., par Jean-Claude Idée, avec : Annette Brodkom, Yves Claessens, Bruno Georis, Pierre Pivin, Benjamin Thomas, Michel Wright, Simon Willame
- 6 mai 2014, à la Comédie Claude Volter : Moi, Antonin Artaud, j'ai donc à dire..., avec Alain Besset
- Sous chapiteau, à Chambois :
  - 4 mai 2014, 21h : Jaurès, de Dominique Ziegler, mise en scène : Jean-Claude Idée, avec Annette Brodkom, Yves Claesens, Bruno Georis, Pierre Pivin, Benjamin Thomas, Simon Willame, Michel Wright
  - 4 mai 2014, 19h : Au-dessus de la mêlée, de Romain Rolland et Stefan Zweig, par Jean-Claude Idée, avec : Annette Brodkom, Yves Claessens, Bruno Georis, Pierre Pivin, Benjamin Thomas, Michel Wright, Simon Willame
  - 4 mai 2014, 17h : Le Clairon sonne toujours, bellicistes et pacifistes, de Barbusse, Péguy, Claudel, Hugo, Richepin, etc., avec : Annette Brodkom, Yves Claessens, Bruno Georis, Pierre Pivin, Benjamin Thomas, Michel Wright, Simon Willame
  - 3 mai 2014, 21h : L'Innocence du devenir ou la vie de Frédéric Nietzsche, de Michel Onfray, avec Nejma Ben Brahim, Annette Brodkom, Yves Claesens, Jean-Claude Frison, Bruno Georis, Laura Noël, Pierre Pivin, Alexandre von Sivers, Simon William
  - 3 mai 2014, 19h :  Leçons de Démocrite : Le Recours aux forêts et  La Sagesse des abeilles, de Michel Onfray, par Jean-Claude Avec : Jean-Claude Frison
  - 3 mai 2014, 17h : Hugoethe, de Jean-François Prévand, avec Annette Brodkom, Yves Claessens, Amandine Hinnekens, Jacques Neefs, Pierre Pivin, Benjamin Thomas et Simon Willame
  - 2 mai 2014, 21h : L'Expulsion, de Michel del Castillo, avec Yves Claesens, Benoît Verhaert, Alexandre von Sivers
  - 2 mai 2014, 19h : Discours sur le bonheur, de Madame du Châtelet, avec Anne Deleuze et Yvan Varco
  - 2 mai 2014, 17h : Discours de la servitude volontaire, d'Étienne de La Boétie, par Jean-Claude Idée, avec Dominique Rongvaux
- 30 avril 2014, 21h, au Théâtre de la Huchette : Discours sur le bonheur, de Madame du Châtelet, avec Anne Deleuze et Yvan Varco
- 27 avril 2014, au Centre culturel d'Uccle : Discours sur le bonheur, de Madame du Châtelet, avec Anne Deleuze et Yvan Varco
- 27 avril 2014, au Centre culturel d'Uccle : Monsieur Sophie Germain, de Norbert Aboudharam, avec Alexandre von Sivers et Lisa Debauche
- 26 avril 2014 au Théâtre Poème2 : Leçons de Démocrite : Le Recours aux forêts et La Sagesse des abeilles, de Michel Onfray, avec Jean-Claude Frison
- 31 mars 2014, au Théâtre de la Place des Martyrs : Jaurès, mise en scène de Jean-Claude Idée, de Dominique Ziegler, avec Annette Brodkom, Yves Claesens, Bruno Georis, Pierre Pivin, Benjamin Thomas, Simon Willame, Michel Wright
- 29 mars 2014 au Théâtre Poème2 : Le Memento, de Jean Vilar, avec Alexandre von Sivers
- 27 mars 2014, au Centre culturel d'Uccle : Hugoethe, de Jean-François Prévand, avec Annette Brodkom, Yves Claessens, Amandine Hinnekens, Jacques Neefs, Pierre Pivin, Benjamin Thomas et Simon Willame
- 17 mars 2014, au Centre culturel d'Uccle : L'Innocence du devenir ou la vie de Frédéric Nietzsche, de Michel Onfray, avec Nejma Ben Brahim, Annette Brodkom, Yves Claesens, Jean-Claude Frison, Bruno Georis, Laura Noël, Pierre Pivin, Alexandre von Sivers, Simon William
- 22 février 2014, Théâtre Poème2, L'Expulsion, de Michel del Castillo, avec Yves Claesens, Benoît Verhaert, Alexandre von Sivers17 février 2014, au Théâtre 14 : Arius, de Jean-Luc Jeener, avec Emmanuel Dechartre, Jean-Luc Jeener, Jean-Paul Tribout

### En 2013
- 11 novembre 2013, au Théâtre de Poche Bruxelles : Pourquoi ont-ils tué Jaurès ?, de Dominique Ziegler, avec Frédéric Almaviva, Annette Brodkom, Yves Claesens, Emmanuel Dechartre, Anne Deleuze, Bruno Georis, Pierre Pivin, Dominique Rongvaux, Yvan Varco, Simon Willame, Michel Wright, débat dirigé par Michel Onfray
- 28 octobre 2013, au Théâtre 14 : Pourquoi ont-ils tué Jaurès ?, de Dominique Ziegler, avec Frédéric Almaviva, Annette Brodkom, Yves Claesens, Emmanuel Dechartre, Anne Deleuze, Pierre Pivin, Benoît Solès, Jean-Paul Tribout, Yvan Varco, Simon Willame, Michel Wright, débat dirigé par Jean-Claude Idée
- 26 juin 2013, à la Comédie Claude Volter : Le Voyage dans la lune, de Savinien Cyrano de Bergerac, par Annette Brodkom, débat animé par Roland Langevin, avec Maud Bauwens, Nora Cailleau, Virginie Chelli, Maxime Geens, Justine Géradon, Simon Lecomte, Nathan Michel, Jérôme Michez, Laura Noël, Camille Pistone, Isabelle Lamouline, Jean-Louis Danvoye
- 22, 23, 24, 25, 26 juin 2013, au Théâtre de la Place des Martyrs : Le Nom de l'enfant, de Jon Fosse, dirigé par Hélène Theunissen, avec Anne-Sophie Boez, Raphaël Budke, Laurie Degand, Sarah Gevart, Elisa Lozano Raya, Eléonore Peltier, Gilles Poncelet et Arnaud Van Parys
- 21, 22, 23 juin 2013, à la Comédie Claude Volter : Le soleil ni la mort ne peuvent se regarder en face, Wajdi Mouawad, par Michel Wright, débat animé par Cyrille Thoullen et Jacques De Decker
- 19 juin 2013, au Centre culturel d'Uccle : Le Songe d'Eichman, de Michel Onfray, avec Alexandre von Sivers, Michel de Warzée et Jean-Marie Pétiniot, débat animé par Jean-Claude Idée
- 18 juin 2013, au Centre culturel d'Uccle : Discours de la servitude volontaire, d'Étienne de La Boétie, par Jean-Claude Idée, avec Dominique Rongvaux
- 17 juin 2013, au Centre culturel d'Uccle : Montaigne et La Boétie, de Jean-Claude Idée, Avec Emmanuel Dechartre, Katia Miran, Dominique Rongvaux, débat animé par Pascal Vrebos
- 16 juin 2013, au Centre culturel d'Uccle : Fabuleux La Fontaine, avec Bruno Georis et Birgit Goris (violoniste), débat animé par Michel Wright et Jean-Claude Idée
- 16 juin 2013, au Centre culturel d'Uccle : Le Memento, de [Jean Vilar], avec Emmanuel Dechartre, débat animé par Pascal Vrebos
- 16 juin 2013, au Centre culturel d'Uccle : Madeleines, de Marcel Proust et Jean-Sébastien Bach, avec Bruno Georis et Birgit Goris (violoniste), débat animé par Bernard Woltèche et Jean-Claude Idée
- 15 juin 2013, au Théâtre de Poche Bruxelles : On est tous une minorité, à partir de textes de virginie Despentes, Elfrid Jelinek, Jane Austeen, ..., par Christine Delmotte, avec Jeremy Bruyninckx, Elisabeth Cornez, Céline Decastiau, Barnabé Dekeyser, Alicia Duquesne, Laurent Germeau, Zoé Henne, Lucy Mattot, Romina Palmeri, Manon Romain, Carmelo Sutera
- 15 juin 2013, au Théâtre de Poche Bruxelles : Le Concile d'amour, d'Oscar Panizza, par Jean-Claude Idée, avec Simon Brondel, Bertrand Daine, Laura Den Hondt, Amélie Dierckx de Casterle, Maxime Houplain, Mathilde Levêque, Marc Ledoux, Laura Mann, Pauline Marechal
- 15 juin 2013, au Théâtre de Poche Bruxelles : Les Îles de la raison, d'Aristophane à Novarina, par Roland Langevin, avec Léo Delemen, Maxime Deprick, Daphné Huynh, Louise Kneip, Lucie Mattot, Mélissa Motheu, Raphaël Sentjens, Eglantine Wéry, Jérémy Boosten
- 14, 15, 16 juin 2013, à la Comédie Claude Volter :Les Mouches, de Jean-Paul Sartre, par Nicolas Pirson, débat animé par Cyrille Thoullen et Jacques de Decker, avec Caroline Bertrand, William Clobus, Vivyane Dewals, François Doms, Elena Durant, Alexandra Georgiadis, Julie Hautphenne, Abel Tesh, Lisa Tonelli, Burak Uzen, Yannick Van Hemelryck
- 14 juin 2013, au Théâtre de la Place des Martyrs : Georges Bataille, dirigé par Jacques Neefs
- 13 juin 2013, au Théâtre de Poche Bruxelles : L’Impromptu d'Argentan, de Jean-Claude Idée, avec Michel Wright, Yves Claessens, Pierre Pivin, Annette Brodkom, Yvan Varco, Anne Deleuze, Benoît Solès, Bruno Georis, Simon Willame
- 13 juin 2013, au Théâtre de Poche Bruxelles :  Les Larmes de Nietzsche, d’après le roman Et Nietzsche a pleuré de Irvin D.Yalom, adaptation et mise en espace de Michel Wright, avec Yves Claessens, Rosalia Cuevas, Jean-Claude Frison, Sophie Frison, Benjamin Thomas
- 12 juin 2013, au Théâtre de Poche Bruxelles : Le Viol de la petite cerise noire, de Pascal Vrebos, par Tshilombo Imhotep, avec Yves-Marina Gnahoua, Gansoré Ousmane (danse), Claire Goldfarb (violoncelle)
- 12 juin 2013, au Théâtre de Poche Bruxelles : Kaiser, d'Alexis Ragougneau, par Jean-Claude Idée, avec Jean-Philippe Altenloh, Yves Claessens, Bernard d'Oultremont, Bruno Georis, Rosalia Cuevas, Michel Wright
- 8 au 12 juin 2013, au Théâtre de la Place des Martyrs : À présent que j'embrasse comme les humains, librement inspirée du mythe de Médée, dirigée par Daphné d'Heur, avec Aurélia Bonta, Séverine Cagnac, Julie Dupraz, Sarah Dupré, Lise Gary, Eléonore Gyselynck, Nicolas Janssens, Pierre Slinckx
- 7 juin 2013, au Centre Culturel des Riches Claires, Bruxelles : Ovide était mon maître, de Jean-Claude Idée, avec Anne Deleuze et Yvan Varco
- 6-8 juin 2013, à la Comédie Claude Volter, Bruxelles : Atrides, de Jean-Claude Idée, par Yves Claessens et Olivier Coyette, débat animé par Cyrille Thoullen et Jacques de Decker
- 5 juin 2013, au Théâtre de la Place des Martyrs : Les Mots, de Jean-Paul Sartre, dirigé par Frédéric Lepers, avec Julie Hautphenne, Lisa Tonelli, William Clobus, Caroline Bertrand, Vivyane Dewals, Yannick Van Hemelryck, Abel Tesch, Elena Durant, Burak Uzen, François Doms, Alexandra Georgiadis
- 15 mai 2013, au Théâtre 14 : Le Songe d'Eichman, de Michel Onfray, avec Alexandre von Sivers, Michel de Warzée et Jean-Marie Pétiniot
- 15 mai 2013, au Théâtre 14 : Socrate et Aristophane, de Jean–François Prévand, mise en espace de l’auteur, avec Emmanuel Dechartre, Jean-Paul Tribout et Yvan Varco
- 14 mai 2013, au Théâtre 14 : Les Larmes de Nietzsche, d’après le roman Et Nietzsche a pleuré de Irvin D.Yalom, adaptation et mise en espace de Michel Wright, avec Yves Claessens, Rosalia Cuevas, Jean-Claude Frison, Benjamin Thomas
- 14 mai 2013, au Théâtre 14 : L’Impromptu d'Argentan, de Jean-Claude Idée, avec Michel Wright, Yves Claessens, Pierre Pivin, Annette Brodkom, Yvan Varco, Anne Deleuze, Benoît Solès, Bruno Georis, Simon Willame
- 14 mai 2013, au Théâtre 14 : L’Étranger, d’Albert Camus, avec Stéphane Pirard, Lormelle Merdrignac et Benoît Verhaert
- 13 mai 2013, au Théâtre 14 : Ovide était mon maître, de Jean-Claude Idée, d’après Ovide, avec Anne Deleuze et Yvan Varco
- 13 mai 2013, au Théâtre 14 : Le Memento, de Jean Vilar, avec Emmanuel Dechartre
- 13 mai 2013, au Théâtre 14 : Le Trip Rousseau, de Dominique Ziegler, Avec Emmanuel Dabbous, Deborah Etienne, Jean-Alexandre Blanchet
- 5 mai 2013, Argentan : L’Impromptu d'Argentan, de Jean-Claude Idée, avec Michel Wright, Yves Claessens, Pierre Pivin, Annette Brodkom, Yvan Varco, Anne Deleuze, Benoît Solès, Bruno Georis, Simon Willame
- Sous l'ancien chapiteau des Tréteaux de France, à Argentan :
  - 5 mai 2013 : L’Étranger, d’Albert Camus, avec Stéphane Pirard, Lormelle Merdrignac et Benoît Verhaert
  - 4 mai 2013 : Le Songe d'Eichman, de Michel Onfray, avec Alexandre von Sivers, Michel de Warzée et Jean-Marie Pétiniot
  - 4 mai 2013 : Socrate et Aristophane, de Jean–François Prévand, mise en espace de l’auteur, avec Emmanuel Dechartre, Jean-Paul Tribout et Yvan Varco
  - 3 mai 2013 : Ovide était mon maître, de Jean-Claude Idée, d’après Ovide, avec Anne Deleuze et Yvan Varco
  - 3 mai 2013 : Le Memento, de Jean Vilar, avec Emmanuel Dechartre
- 25 janvier 2013, Théâtre Poème2 : Discours de la servitude volontaire, d'Étienne de La Boétie, par Jean-Claude Idée, avec Dominique Rongvaux15 mai 2013, au Théâtre 14, Paris : Kaiser, d’Alexis Ragougneau, mise en espace de Jean-Claude Idée

## Citation
« J'ai le désir de sortir la philosophie du ghetto dans lequel elle se trouve. Je souhaiterais que le cinéma ou la bande dessinée s'empare de la philosophie. Je suis déjà enthousiaste à l'idée qu'elle pousse les portes du théâtre.» Michel Onfray
« J'aime que l'on introduise de la philosophie dans le théâtre. Le théâtre peut alors être un moyen d’éducation populaire et non plus seulement une affaire de “théâtreux”. Je suis attristé que depuis 30 ans, le théâtre se soit souvent replié dans une forme d’élitisme.» Jean-Claude Idée

## Galerie

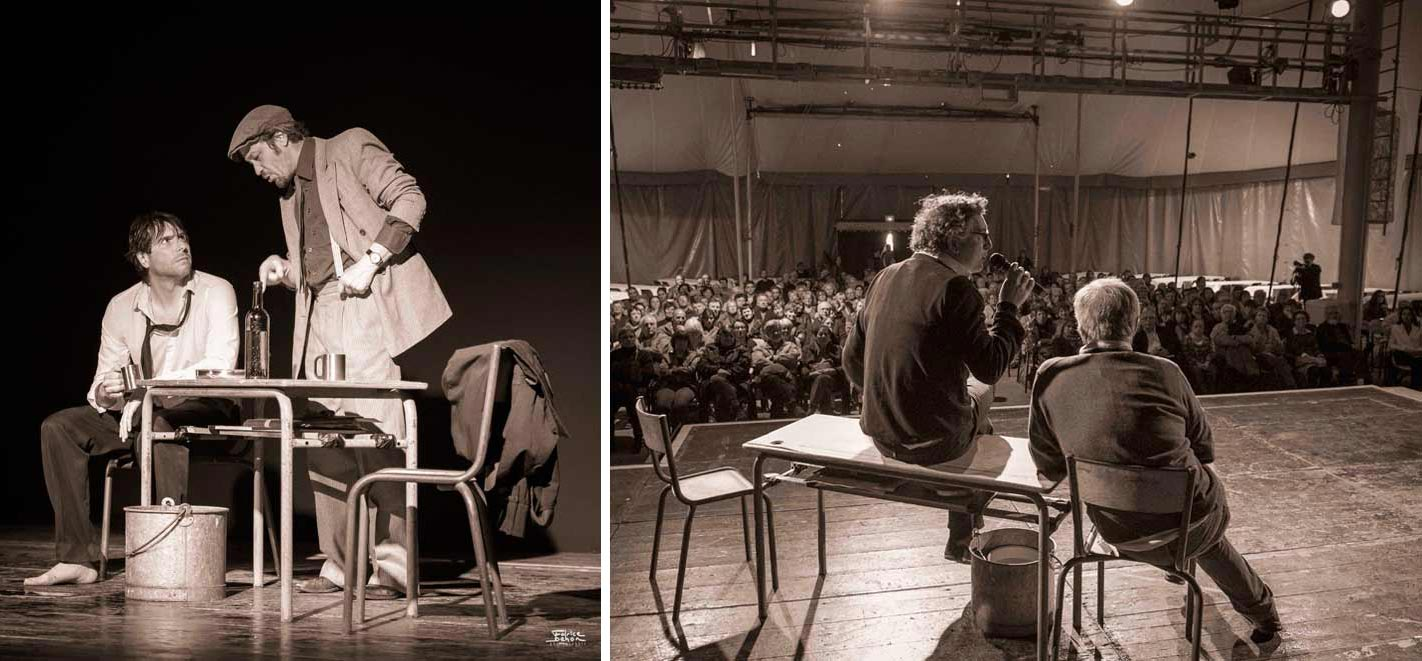
Les UPT à Argentan, 5 mai 2013
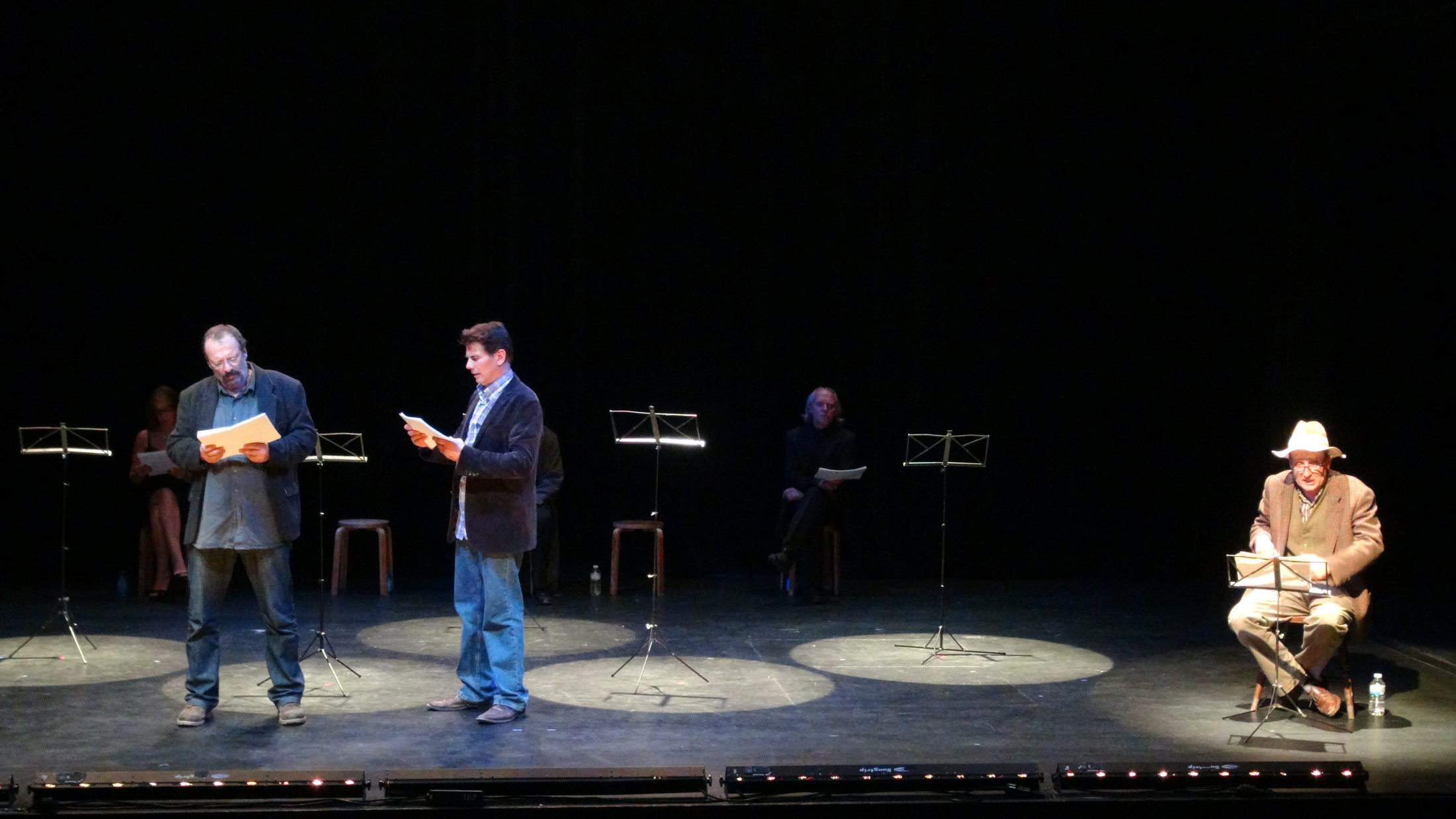
Les UPT au Théâtre de Poche, Bruxelles, juin 2013
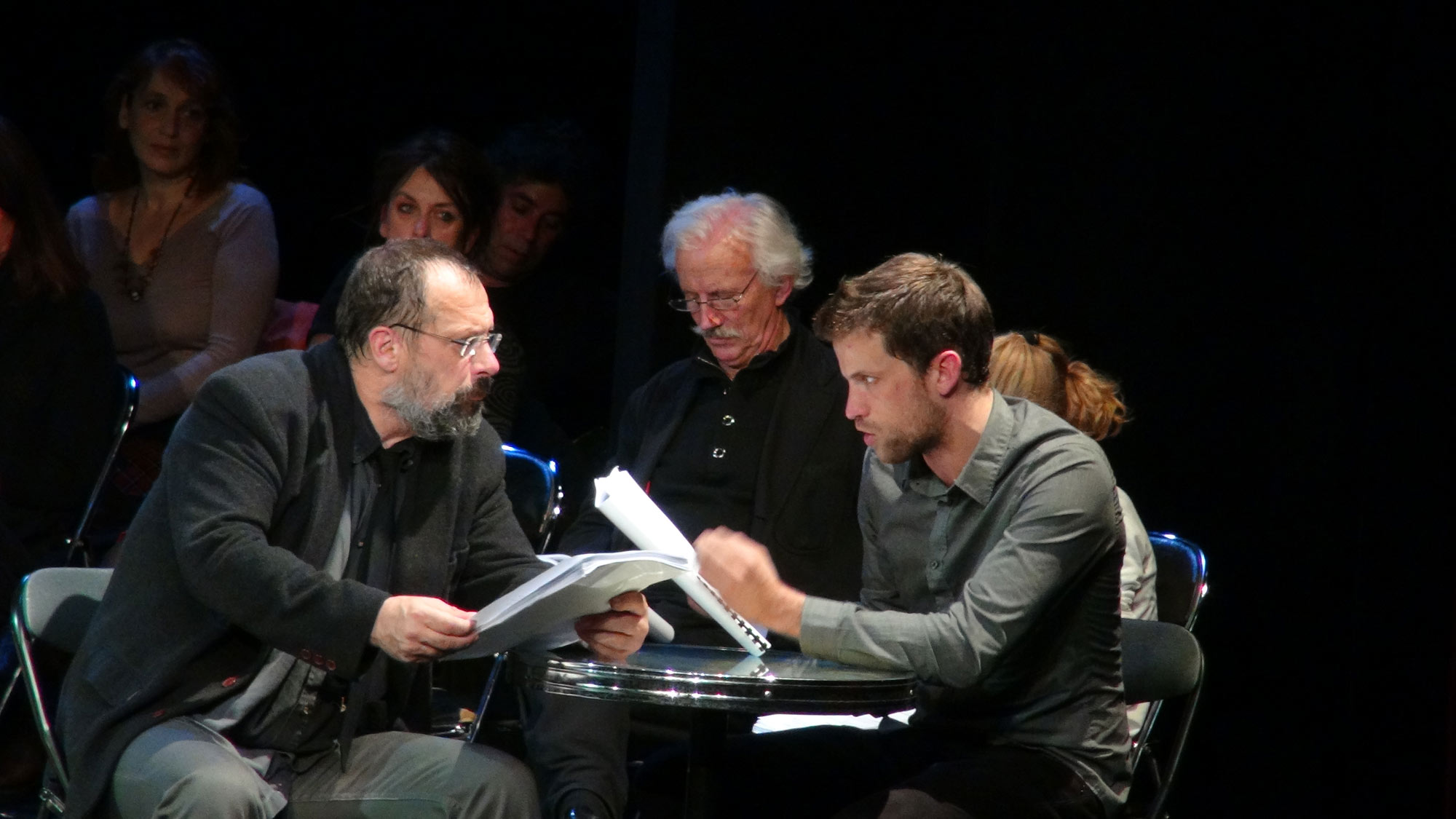
Les UPT au Théâtre 14, Paris, octobre 2013
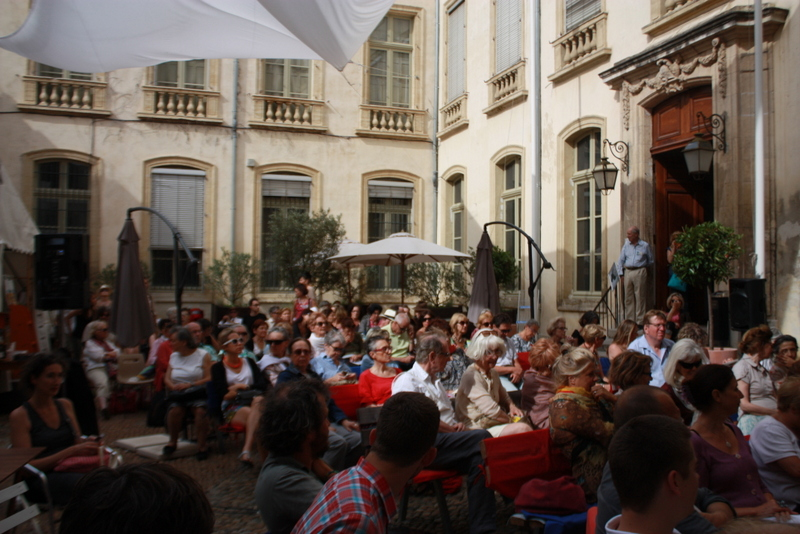
Festival d'Avignon 2014, les UPT à la Maison Jean-Vilar
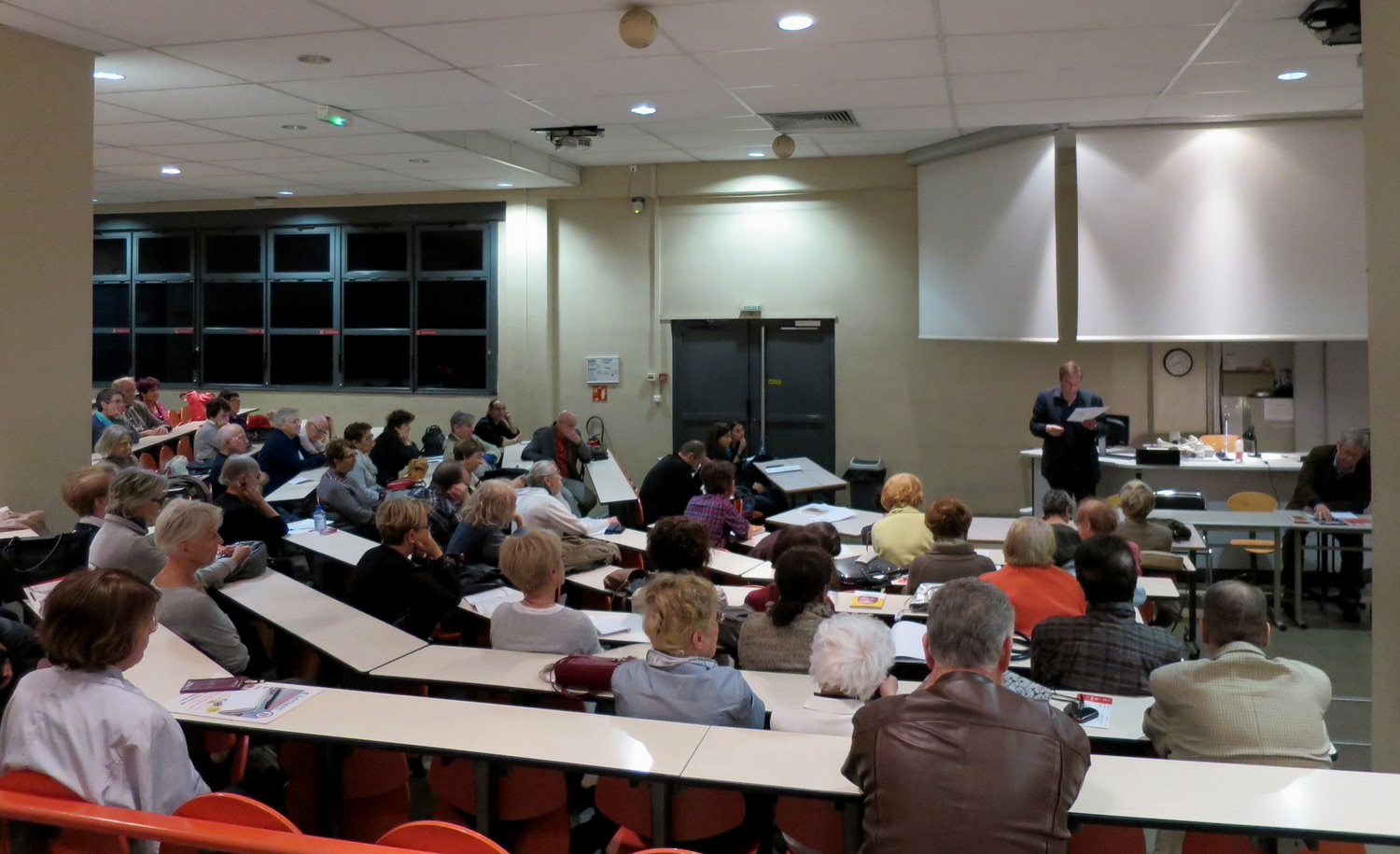
Séance des UPT à l'université de Saint-Étienne, 22 mai 2015
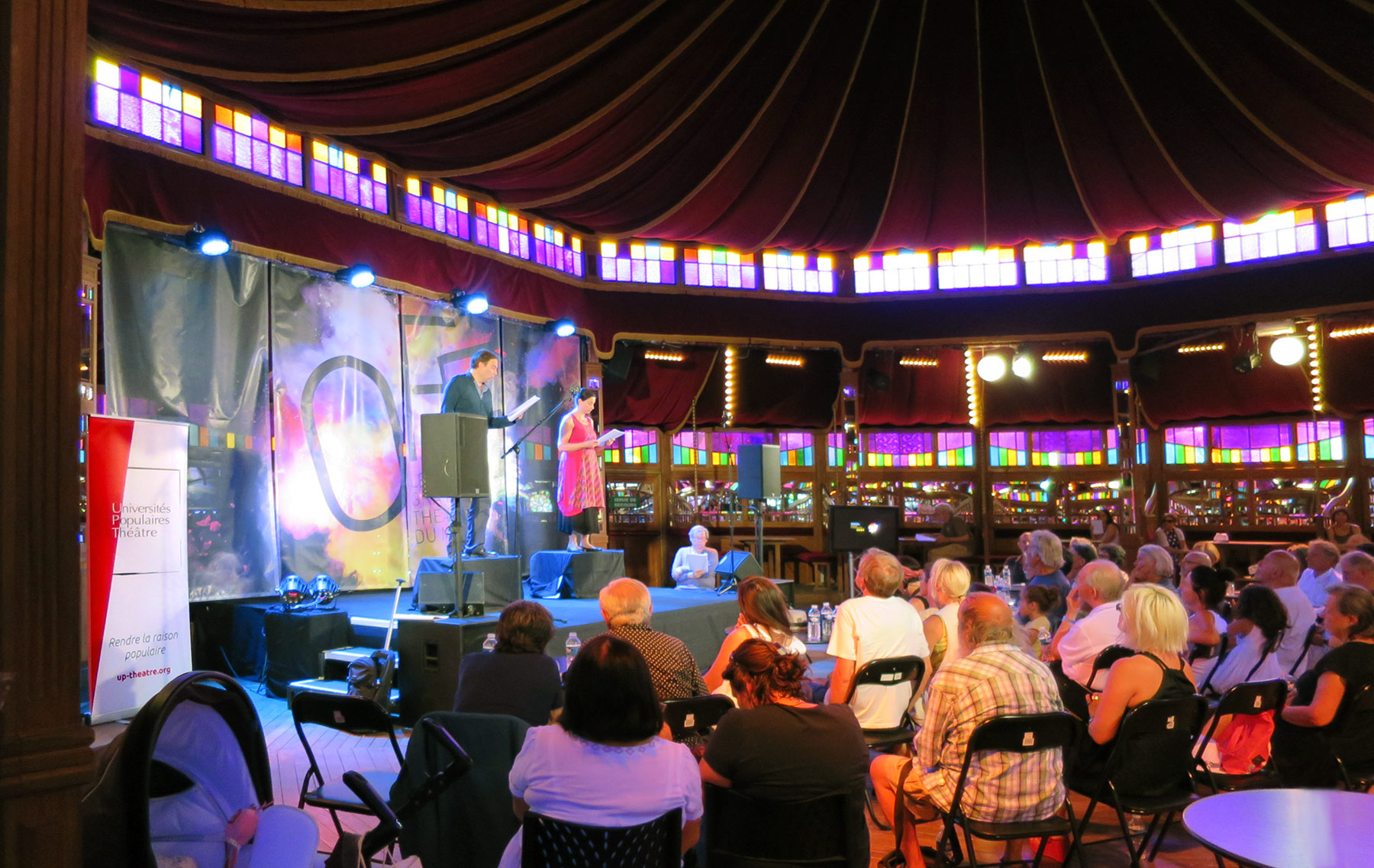
Festival d'Avignon juillet 2015 : soirée des 50 ans du Festival Off. Hommage à André Benedetto.